# Cyathea pulcherrima
Cyathea pulcherrima är en ormbunkeart som beskrevs av Edwin Bingham Copeland. Cyathea pulcherrima ingår i släktet Cyathea och familjen Cyatheaceae. Inga underarter finns listade.